# バルクスラッシュ
『バルクスラッシュ』 （BULK SLASH）は、株式会社ハドソンが1997年7月11日にセガサターン用に発売した3Dシューティングゲーム。

## 概要
主人公クレス・ドーリーが搭乗する、ロボット形態に変形可能な2人乗り戦闘機「ガーデュアル」を操作し、7種類のステージ（都市、宇宙空間の敵艦隊、敵要塞など）をクリアするのがゲームの目的。本作では、同乗させたM.I.S.S.（Manageable Intelligent Support System）がターゲット（敵やアイテム）の位置をナビゲートする「パートナーナビゲーションシステム」が採用されており、隠しキャラクターを含む7人の女性ナビゲーターが登場する。また、各M.I.S.S.はナビゲーションレベルを成長させることができるが、それぞれスコアやクリアタイムなど、レベルアップに必要な条件が異なっている。
『サンダーフォース』シリーズの元スタッフが設立したシーエイプロダクションが制作している。

## ストーリー
惑星間の戦争が終結し、敗北した惑星ブラウの民は差別され、蔑まれていた。父を戦犯として処刑された移民リーゼン・ラヴィアもまた激しい差別にさらされ、主人公クレス・ドーリーの友情だけが心の支えだった。そして成人したラヴィアは、ブラウの復権を目論む元軍事主席アロイス・ガルドナーの武力クーデターに馳せ参じる。連合政府はクーデター鎮圧のための精鋭部隊を結成し、その隊員としてクレスが出撃する。

## 登場人物
クレス・ドーリー
声：子安武人
19歳、男性。本作の主人公。軍のパイロット。主体性が弱い点もあるが、心優しい正義漢。
リーゼン・ラヴィア
声：天野由梨
19歳、女性。主人公の幼馴染だが、ブラウの民への差別を解決するため、アロイスの武装蜂起に参加。
レオネ・ローデス
声：長沢美樹
16歳、女性。ステージ1で登場するM.I.S.S.。クレスの後輩。代々続く軍人一家に生まれたエリート。結婚願望が強い。
リラ・ハート
声：氷上恭子
18歳、女性。ステージ2で登場するM.I.S.S.。宇宙規模のメガヒット・アイドル。
メティカル・フレアー
声：根谷美智子
16歳、女性。ステージ3で登場するM.I.S.S.。惑星グリューンの王族であるフレアー一族の第一子女。高飛車な性格。
ナイラ・サベージ
声：折笠愛
22歳、女性。ステージ4で登場するM.I.S.S.。クレスより上の階級「尉官」を拝する軍人。色黒の強面で、私生活では大の風呂好き。
ルピア・ルード
声：松井菜桜子
20歳、女性。ステージ5で登場するM.I.S.S.。言動の荒っぽさが目立つ親子代々の泥棒稼業。
コロン・スタイナー
声：水谷優子
19歳、女性。ステージ6で登場するM.I.S.S.。そばかす顔が特徴的な軍人。大食漢で恋愛経験も豊富。英和混じりの怪しいナビゲートが特徴的。
キナ・デビアス
声：こおろぎさとみ
12歳、女性。前述の6人のヒロインでクリアした後、ステージ7に登場する最後のM.I.S.S.。大きな眼鏡とボリュームのある緑髪の少女。ガーデュアルに搭乗させると機体の性能が飛躍的に向上する。
ミチオ・タチカワ
男性。クレスに作戦のブリーフィングを説明するついでに、各M.I.S.S.の短評をしていく。
アロイス・ガルドナー
男性。ブラウのクーデターの首謀者。

## スタッフ
- 作画監督：菅野宏紀
- キャラクターデザイン：夏目久仁彦
- 開発：シーエイプロダクション